# Atthaphan Phunsawat
Atthaphan Phunsawat (อรรถพันธ์ พูลสวัสดิ์; nascido em 4 de outubro de 1993) mais conhecido como Gun (กัน), é um ator e apresentador tailandês. Ele é mais conhecido por seu papel como Punn em The Gifted (2018), Third em Theory of Love (2019), Black/White em Not Me (2021–2022).

## Juventude e educação
Atthaphan estudou Administração de Empresas na Universidade de Banguecoque, mas agora estuda Ciência Política na Universidade Ramkhamhaeng.

## Carreira
Ainda jovem, Atthaphan entrou na indústria do entretenimento apoiado pela mãe, que conhecia as ambições do filho: 'Mamãe, Gun quer aparecer na TV', relembrou ele em entrevista. Com o apoio dela, ele fez um teste para empresas cinematográficas e se tornou o primeiro vencedor do The Boy Model Competition 2003.
Seu primeiro papel principal veio em 'Gomin', de 2004, uma de suas obras mais populares na Tailândia. Esta novela folclórica era muito popular quando foi ao ar e levou Gun a se tornar um ator infantil conhecido aos nove a dez anos de idade. Desde então, ele tem estado continuamente ativo na indústria - em maior ou menor grau - participando de uma série de dramas de TV do Channel  7 e do Channel 3 ao longo de sua infância.
Particularmente, foi no campo do cinema que Atthaphan começou a se destacar no gênero drama, onde foi notado em produções alternativas como Slice (2009), de Kongkiat Khomsiri, thriller tailandês onde um Gun adolescente surpreendeu o público ao retratar um criança abusada, sendo posteriormente nomeado para o Suphannahong National Film Awards e para ganhar o prêmio de Melhor Ator Coadjuvante no 7º Chalerm Thai Awards (2010).
Outra produção que lhe rendeu prestígio por suas proezas como ator foi, sem dúvida, o filme Onthakan (2015), de Anucha Boonyawatana, cujo papel de Tam lhe rendeu uma indicação de Melhor Ator no Thai Film Directors Association Awards e outra no Suphannahong National Film Awards. (2016), ganhando também Performance do Ano no Bioscope Awards 2015 ao lado de sua co-estrela Oabnithi Wiwattanawarang (Oab).
Após assinar com a GMMTV em 2016, Gun ganhou destaque por interpretar Rome em Senior Secret Love: Puppy Honey (2016) e sua respectiva sequência ao lado de Jumpol Adulkittiporn. A forte química entre os dois os levou a apresentar programas na web, a lançar o single Too Cute To Handle e a estrelar papéis no drama romântico Theory of Love (2019). Juntos, Off e Gun receberam vários prêmios de Melhor Casal de entidades premiadas, como Maya Awards (2018, 2019) e LINE TV Awards (2019, 2020).
Atthaphan também foi aclamado independente por sua atuação como Punn em The Gifted (2018), pelo qual ganhou Melhor Cena de Luta no LINE TV Awards (2019) e Melhor Ator Coadjuvante no 24º Asian Television Awards (2020) .
Fora de sua carreira de ator, Gun é dono da marca de roupas GENTE e co-proprietário de outra marca de roupas Too Cute To Be Cool com as atrizes Alice Tsoi e Nichaphat Chatchaipholrat (Pearwah).

## Filmografia

### Cinema
| Ano  | Título                         | Personagem | Notas            |
| ---- | ------------------------------ | ---------- | ---------------- |
| 2008 | Pirate of the Lost Sea         | Fluke      | Papel recorrente |
| 2009 | Slice                          | Nut        | Papel recorrente |
| 2011 | Forget Me Not                  | Tharn      | Papel principal  |
| 2012 | 407 Dark Flight                | Tee        | Papel convidado  |
| 2014 | O.T. The Movie                 | O          | Papel recorrente |
| 2014 | Bittersweet Chocolate          | James      | Papel principal  |
| 2015 | Onthakan                       | Tam        | Papel principal  |
| 2015 | Love Love You                  | Gump       | Papel principal  |
| 2017 | Playboy and the Gang of Cherry | James      | Papel principal  |
| 2023 | The Snake Queen                |            | Papel principal  |

### Televisão
| Ano  | Título                                          | Personagem               | Notas                  |
| ---- | ----------------------------------------------- | ------------------------ | ---------------------- |
| 2003 | Benja Keta Kwarm Ruk                            | Jovem Pupa               | Papel recorrente       |
| 2004 | Fai Nai Wayu                                    | Graigoon/Jovem Noi       | Papel convidado        |
| 2004 | Pha Mai                                         |                          | Papel convidado        |
| 2004 | Poot Pitsawat                                   | Garoto Fantasma          | Papel recorrente       |
| 2004 | Gomin                                           | Jovem Gomin              | Papel principal        |
| 2005 | Kerd Tae Tom                                    |                          | Papel recorrente       |
| 2005 | คนนี้แหละพ่อเรา This Person is our Father          | One/Two (Gêmeos)         | Papel principal        |
| 2005 | Chaloey Barb                                    |                          | Papel convidado        |
| 2006 | Koh Kaya Sith                                   | Jovem Phumin             | Papel recorrente       |
| 2006 | Thee Trakoon Song                               | Jovem Fuu                | Papel convidado        |
| 2006 | Sood Ruk Sood Duang Jai                         | Jovem Likit              | Papel convidado        |
| 2007 | Gong Jak Lai Dok Bua                            | Pariwat/Jovem Wat        | Papel convidado        |
| 2007 | Hoop Kao Kin Kone                               | Jovem Woraman            | Papel convidado        |
| 2008 | Botan Gleep Sudtai                              | Jovem Danai              | Papel convidado        |
| 2009 | Khun Mae Jum Lang                               | Colega de turma de Porto | Papel recorrente       |
| 2009 | Mae Ka Khanom Wan                               | Jovem Wacharawat         | Papel convidado        |
| 2009 | Jao Por Jum Pen Kub Jao Nu Ninja                | Ninja                    | Papel principal        |
| 2012 | Fruits From Different Trees                     | X                        | Papel convidado        |
| 2013 | Baan Bor Kor Tag                                | Tin                      | Papel principal        |
| 2014 | ThirTEEN Terrors                                | Tam                      | Papel principal        |
| 2015 | Riddles ปริศนาอาฆาต Pritsana Akhat               | Pachara                  | Papel convidado Ep.4-6 |
| 2015 | Nong Mai Rai Borisut                            | Fantasma                 | Papel convidado        |
| 2016 | Little Big Dream                                |                          | Papel convidado        |
| 2016 | Senior Secret Love: Puppy Honey                 | Rome                     | Papel principal        |
| 2017 | Senior Secret Love: Puppy Honey 2               | Rome                     | Papel principal        |
| 2017 | Secret Seven                                    | Liftoil                  | Papel principal        |
| 2017 | Teenage Mom: The Series                         | Dentista                 | Papel convidado Ep.5   |
| 2017 | SOTUS S: The Series                             | Garoto bêbado            | Papel convidado        |
| 2018 | The Gifted                                      | Punn Taweesilp           | Papel principal        |
| 2018 | Our Skyy                                        | Rome                     | Papel principal        |
| 2019 | Theory of Love                                  | Third                    | Papel principal        |
| 2020 | Club Sapan Fine                                 | Ko                       | Papel principal Ep. 6  |
| 2020 | The Gifted: Graduation                          | Punn Taweesilp           | Papel principal        |
| 2020 | I'm Tee, Me Too                                 | T-Rex                    | Papel principal        |
| 2020 | The Shipper                                     |                          | Papel convidado Ep. 12 |
| 2020 | Theory of Love: Episódio Especial "Stand By Me" | Third                    | Papel principal        |
| 2021 | Not Me                                          | White/Black              | Papel principal        |
| 2022 | The War of Flowers                              | Non                      | Papel principal        |
| 2022 | Club Sapan Fine 2                               | Ko                       | Papel principal        |
| 2022 | The Three GentleBros                            | Ashira                   | Papel principal        |
| 2022 | Vice Versa                                      | Third                    | Papel convidado        |
| 2023 | Midnight Museum                                 | Dome/Chan                | Papel principal        |
| 2023 | Home School                                     | Run                      | Papel principal        |
| 2023 | Cooking Crush                                   | Prem                     | Papel principal        |
| 2024 | The Trainee                                     | Ryan                     | Papel principal        |
| TBA  | Burnout Syndrome                                | Jira                     | Papel principal        |
| TBA  | Leap Day                                        | Ozone                    | Papel principal        |

### Aparições em videoclipes
| Ano  | Título                                                                 | Artista                                                   | Personagem  |
| ---- | ---------------------------------------------------------------------- | --------------------------------------------------------- | ----------- |
| 2013 | Tomorrow I Will Be Your Girlfriend                                     | Kulmat Limpawutwaranon                                    | Garoto Nerd |
| 2016 | Secret Babbling (OST de Senior Secret Love: Puppy Honey)               | Songkran                                                  | Rome        |
| 2017 | Escape (OST de Senior Secret Love: Puppy Honey 2)                      | Thawornwong Worranit                                      | Rome        |
| 2017 | I Assure You, It's Only You (OST de Senior Secret Love: Puppy Honey 2) | Achirawit Saliwathana                                     | Rome        |
| 2017 | What Sort of Person Should They Be? (OST de Secret Seven)              | Bambam Niwirin                                            | Liftoil     |
| 2018 | Do You Understand? (OST de Our Skyy)                                   | Pattadon Janngeon                                         | Rome        |
| 2019 | The Loudest Silence                                                    | Jumpol Adulkittiporn e Attaphan Phunsawat (Cover)         | Third       |
| 2019 | Fake Protaginist (OST de Theory Of Love)                               | Getsunova                                                 | Third       |
| 2020 | ไม่รักไม่ลง (TOO CUTE TO HANDLE)                                          | Off, Gun                                                  |             |
| 2021 | ป่ะล่ะ (PALA)                                                            | POKMINDSET                                                |             |
| 2021 | Not Me                                                                 | KANGSOMKS                                                 | Black/White |
| 2022 | เข้าข้างตัวเอง (MY SIDE)                                                  | Off, Gun                                                  |             |
| 2022 | Save All Memories In This House                                        | Off, Gun, Earth, Mix, Jimmy, Sea, Joong, Dunk, Louis, Neo |             |
| 2022 | กฎของแรงดึงดูด (LAW OF ATTRACTION)                                       | Off, Gun, Tay, New, Krist, Singto, Bright, Win            |             |

## Discografia

### Singles
| Ano  | Título                                     | Notas                                      |
| ---- | ------------------------------------------ | ------------------------------------------ |
| 2005 | Dek Dee (OST de This Person is Our Father) | Atthaphan Phunsawat Vários artistas        |
| 2019 | The Loudest Silence (Cover)                | Jumpol Adulkittiporn e Atthaphan Phunsawat |
| 2020 | ไม่รักไม่ลง (Too Cute To Handle) (Single)     | Jumpol Adulkittiporn e Atthaphan Phunsawat |
| 2022 | เข้าข้างตัวเอง (MY SIDE) (OST de Not Me)      | Jumpol Adulkittiporn e Atthaphan Phunsawat |

## Prêmios e indicações
| Ano  | Associações                                          | Categoria                                                  | Nomeações                       | Resultado |
| ---- | ---------------------------------------------------- | ---------------------------------------------------------- | ------------------------------- | --------- |
| 2010 | 7th Khom Chat Luek Award                             | Melhor Ator Coadjuvante                                    | Slice                           | Indicado  |
| 2010 | 7th Starpics Award                                   | Melhor Ator Coadjuvante                                    | Slice                           | Indicado  |
| 2010 | 18th Thai Movie & Entertainment Criticism Club Award | Melhor Ator Coadjuvante                                    | Slice                           | Indicado  |
| 2010 | 7th Chalerm Thai Award                               | Melhor Ator Coadjuvante                                    | Slice                           | Venceu    |
| 2010 | Movie Max Award                                      | Estrela em ascensão do ano                                 | Slice                           | Indicado  |
| 2010 | 7th HAMBURGER Award                                  | Melhor Ator Coadjuvante                                    | Slice                           | Indicado  |
| 2010 | 19th Thailand National Film Association Award        | Melhor Ator Coadjuvante                                    | Slice                           | Indicado  |
| 2011 | Bioscope Award                                       | Desempenho do ano                                          | Slice                           | Venceu    |
| 2015 | 13th Starpics Award                                  | Melhor Ator Principal                                      | Onthakan                        | Indicado  |
| 2015 | 6th Thai Film Director Association                   | Melhor Ator Principal                                      | Onthakan                        | Indicado  |
| 2015 | 25th Thailand National Film Association Award        | Melhor Ator Principal                                      | Onthakan                        | Indicado  |
| 2015 | 24th Thai Movie & Entertainment Criticism Club Award | Melhor Ator Principal                                      | Onthakan                        | Indicado  |
| 2015 | 21st Chéries-Chéris Film Award                       | Melhor Ator em Longa-Metragem                              | Onthakan                        | Venceu    |
| 2015 | 29th MIX Copenhagen Award                            | Melhor Ator Principal                                      | Onthakan                        | Venceu    |
| 2015 | 37th Mardi Gras Film Festival (Australia)            | Melhor Ator                                                | Onthakan                        | Indicado  |
| 2015 | 25th Fusion International Film Festival (Norway)     | Melhor Ator                                                | Onthakan                        | Indicado  |
| 2017 | Great Super Star Award                               | O Casal do Ano                                             | Senior Secret Love: Puppy Honey | Indicado  |
| 2018 | KAZZ Award                                           | Jovem Masculino do Ano                                     | Senior Secret Love: Puppy Honey | Indicado  |
| 2018 | 7th Daily Dara Award                                 | Estrela em ascensão masculina                              | Senior Secret Love: Puppy Honey | Venceu    |
| 2018 | Maya Award                                           | Melhor Casal (com Jumpol Adulkittiporn)                    | Senior Secret Love: Puppy Honey | Indicados |
| 2018 | Award "Rud Bundit"                                   | Melhor atuação em série dramática                          | The Gifted                      | Venceu    |
| 2018 | Great Super Star Award                               | Melhor Casal (com Jumpol Adulkittiporn)                    |                                 | Indicados |
| 2018 | Artist Federation of Thailand                        | Jovem e Pessoa do Ano                                      |                                 | Venceu    |
| 2019 | 2nd LINE TV Awards                                   | Melhor Casal (com Jumpol Adulkittiporn)                    | Our Skyy                        | Venceram  |
| 2019 | 2nd LINE TV Awards                                   | Melhor cena de luta                                        | The Gifted                      | Venceu    |
| 2019 | KAZZ Award                                           | Jovem masculino popular                                    |                                 | Indicado  |
| 2019 | KAZZ Award                                           | Voto popular                                               |                                 | Indicado  |
| 2019 | KAZZ Award                                           | Revista Kazz masculina favorita (com Jumpol Adulkittiporn) |                                 | Venceram  |
| 2019 | 8th Dara Daily Award                                 | Voto popular                                               |                                 | Indicado  |
| 2019 | 7th HOWE Award                                       | Melhor Casal (com Jumpol Adulkittiporn)                    |                                 | Venceram  |
| 2019 | Maya Award                                           | Melhor Casal (com Jumpol Adulkittiporn)                    |                                 | Venceram  |
| 2019 | 24th Asian Television Award                          | Melhor Ator Coadjuvante                                    | The Gifted                      | Venceu    |
| 2019 | Thailand Headlines Person of The Year Award          | Melhor Casal (com Jumpol Adulkittiporn)                    |                                 | Venceram  |
| 2020 | Great Super Star Award                               | Melhor Casal (com Jumpol Adulkittiporn)                    |                                 | Venceram  |
| 2020 | 3rd LINE TV Awards                                   | Melhor Casal (com Jumpol Adulkittiporn)                    | Theory of Love                  | Venceram  |
| 2021 | KAZZ Award                                           | Melhor Ator do ano                                         |                                 | Indicado  |
| 2021 | 1st Siam Series Award                                | Melhor Ator                                                |                                 | Indicado  |
| 2022 | Maya Entertain Awards 2022                           | Melhor Casal (com Jumpol Adulkittiporn)                    | Theory of Love                  | Indicados |
| 2022 | 10th Thailand Zocial Awards                          | BMelhor Entretenimento nas Redes Sociais - Ator            |                                 | Indicado  |
| 2022 | KAZZ Award                                           | Melhor Cena (com Jumpol Adulkittiporn)                     | Not Me                          | Indicados |
| 2023 | Seoul International Drama Awards 2023                | Excelente estrela asiática                                 | Midnight Museum                 | Venceu    |